# Немцовізна
Немцовізна (пол. Niemcowizna) — село в Польщі, у гміні Сувалки Сувальського повіту Підляського воєводства.
Населення — 89 осіб (2011).
У 1975-1998 роках село належало до Сувальського воєводства.

## Демографія
Демографічна структура станом на 31 березня 2011 року:
|          | Загалом | Допрацездатний вік | Працездатний вік | Постпрацездатний вік |
| -------- | ------- | ------------------ | ---------------- | -------------------- |
| Чоловіки | 50      | 16                 | 30               | 4                    |
| Жінки    | 39      | 10                 | 17               | 12                   |
| Разом    | 89      | 26                 | 47               | 16                   |